# Психика
Пси́хика (от др.-греч. ψῡχικός «душевный, жизненный») — сложное понятие в  психологии и медицине, которое, в зависимости от областей знаний и направлений наук, определяется как:
- Совокупность мыслительных процессов и явлений (ощущения, восприятия, эмоции, память и т. п.); специфический аспект жизнедеятельности человека и других животных с нервной системой в их взаимодействии с окружающей средой[1][2].
- «Форма активного отображения субъектом объективной реальности, возникающая в процессе взаимодействия высокоорганизованных живых существ с внешним миром и осуществляющая в их поведении (деятельности) регулятивную функцию». [3]
- Системное свойство высокоорганизованной живой материи, заключающееся в активном отражении субъектом объективного мира, в построении неотчуждаемой от него картины мира и регуляции на этой основе своего поведения и деятельности[4].
- Внутренний мир человека (предмет психологии)[5].

Психика животных — субъективный мир животного, охватывающий весь комплекс субъективно переживаемых процессов и состояний: восприятие, память, мышление, намерения, сны и т. п.
Психика характеризуется такими качествами, как целостность, активность, развитие, саморегуляция, коммуникативность, адаптация и т. д.; связана с соматическими процессами. Появляется на определённой стадии биологической эволюции. И. П. Павлов отождествлял психическую деятельность с высшей нервной деятельностью. Изучением психики занимается наука психология. K 1970-м годам на стыке психологии, неврологии и физиологии сложилась нейропсихология — отрасль психологии, изучающая мозговые механизмы психических процессов.

## Вопросы происхождения и развития психики
В истории науки высказывались различные точки зрения на место психики в природе. Так, согласно панпсихизму, одушевлённой является вся природа (Ж. Б. Робине, Г. Фехнер). Биопсихизм приписывал психику всем живым организмам, включая растения (Т. Гоббс, В. Вундт). Теория нейропсихизма признавала наличие психики только у существ, имеющих нервную систему ( Ч. Дарвин, Г. Спенсер); эта точка зрения нашла широкое распространение в XX в. в физиологии и среди психологов. С точки зрения антропопсихизма, психика есть только у человека, а животные являются своего рода автоматами (Р. Декарт).
В более современных гипотезах в качестве критерия наличия психики принимается та или иная способность живого организма (например, способность к поисковому поведению). Среди множества таких гипотез особое признание получила гипотеза А. Н. Леонтьева. Он предложил считать объективным критерием наличия психики способность организма реагировать на  абиотические (биологически нейтральные) воздействия — те виды энергии или свойства предметов, которые не участвуют непосредственно в обмене веществ. Абиотические воздействия сами по себе не полезны и не вредны для организма. Такая способность называется чувствительностью; согласно Леонтьеву, она имеет объективный и субъективный аспекты. Объективно она проявляется в реагировании, в первую очередь двигательном, на данный агент. Субъективно — во внутреннем переживании, ощущении данного агента. Реагирование на биологически нейтральные воздействия обнаруживается практически у всех животных, поэтому есть основания считать, что у животных есть психика. Эта способность реагирования есть уже у простейших одноклеточных организмов, например, у инфузории.
У растений науке известны реакции только на биологически значимые воздействия. Например, корни растений при соприкосновении с раствором питательных веществ в почве начинают их всасывать. Способность реагировать на биологически значимые воздействия называется раздражимостью. В отличие от чувствительности, раздражимость не имеет субъективного аспекта.
В эволюции форм психики А. Н. Леонтьев выделил три стадии:
1. стадию элементарной сенсорной психики;
2. стадию перцептивной психики;
3. стадию интеллекта.

К. Э. Фабри оставил только две первых стадии, «растворив» стадию интеллекта в стадии перцептивной психики.
На стадии элементарной сенсорной психики животные способны отражать лишь отдельные свойства внешних воздействий. На стадии перцептивной психики живые существа отражают внешний мир уже в форме не отдельных ощущений, а целостных образов вещей. По современным научным представлениям, психика имеется только у человека и животных.
По мнению известного американского физиолога Роберта Сапольски, психика любого человека —
конечный продукт всех предшествующих биологических состояний — изменяется под влиянием обстоятельств.

## Основные функции психики
Костин А. Н.  и Голиков Ю. Я. выделили три основных функции психики: когнитивную, релятивную и регулятивную. При этом когнитивная и регулятивная являются классическими; их назначение состоит в осуществлении познавательных процессов, а также в инициации и организации активности. Дополнительно к ним выделена релятивная функция психики, ее назначение — выработка субъективных отношений к объективной реальности и сосредоточенности на ее требуемых изменениях. По своему содержанию эти отношения разделяются на два типа: эмоциональные и осмысленные.
Психологические факторы лежат в основе поведения (внешне наблюдаемых движений человека и животных) и управляют им.